# Kiểm sát viên Viện kiểm sát nhân dân tối cao (Việt Nam)
Kiểm sát viên Viện kiểm sát nhân dân tối cao là một chức danh tư pháp ở Việt Nam. Chức danh này do Chủ tịch nước Cộng hòa xã hội chủ nghĩa Việt Nam bổ nhiệm, miễn nhiệm. Đây cũng là ngạch kiểm sát viên cao nhất trong bốn ngạch kiểm sát viên viện kiểm sát nhân dân Việt Nam, ba ngạch thấp hơn còn lại là kiểm sát viên sơ cấp, kiểm sát viên  trung cấp, và kiểm sát viên  cao cấp, ba ngạch này do Viện trưởng Viện kiểm sát nhân dân tối cao Việt Nam bổ nhiệm, miễn nhiệm. Theo điều 93, chương V, Luật Tổ chức Viện kiểm sát nhân dân năm 2014, thì số lượng Kiểm sát viên Viện kiểm sát nhân dân tối cao không quá 19 người.

## Tiêu chuẩn bổ nhiệm
Theo điều 80, Luật Tổ chức Viện kiểm sát nhân dân năm 2014, cần có các tiêu chuẩn sau để được bổ nhiệm chức danh Kiểm sát viên Viện kiểm sát nhân dân tối cao:
1. Là công dân Việt Nam trung thành với Tổ quốc và Hiến pháp nước Cộng hòa xã hội chủ nghĩa Việt Nam, có phẩm chất đạo đức tốt, liêm khiết, trung thực, bản lĩnh chính trị vững vàng, có tinh thần kiên quyết bảo vệ pháp chế xã hội chủ nghĩa.
2. Có trình độ cử nhân luật trở lên.
3. Đã được đào tạo về nghiệp vụ kiểm sát.
4. Có thời gian làm công tác thực tiễn theo quy định của Luật Tổ chức Viện kiểm sát nhân dân năm 2014
5. Có sức khỏe bảo đảm hoàn thành nhiệm vụ được giao.
6. Đã là Kiểm sát viên cao cấp ít nhất 5 năm
7. Có năng lực chỉ đạo, điều hành công tác thực hành quyền công tố, kiểm sát hoạt động tư pháp của Viện kiểm sát nhân dân tối cao
8. Có năng lực giải quyết những vấn đề quan trọng thuộc thẩm quyền của Viện kiểm sát nhân dân tối cao.

Theo mục 2, điều 80, Luật Tổ chức Viện kiểm sát nhân dân năm 2014, người đã có thời gian làm công tác pháp luật từ 20 năm trở lên, có đủ các tiêu chuẩn ở trên trừ chưa là Kiểm sát viên cao cấp ít nhất 5 năm, thì có thể được tuyển chọn, bổ nhiệm làm Kiểm sát viên Viện kiểm sát nhân dân tối cao nếu cần thiết.

## Nhiệm kì
Cũng như các ngạch kiểm sát viên khác, điều 82 Luật Tổ chức Viện kiểm sát nhân dân năm 2014 quy định "Kiểm sát viên được bổ nhiệm lần đầu có thời hạn là 5 năm; trường hợp được bổ nhiệm lại hoặc nâng ngạch thì thời hạn là 10 năm."

## Tuổi nghỉ hưu
Theo quy định của Đảng Cộng sản Việt Nam và Nhà nước Việt Nam, Kiểm sát viên Viện kiểm sát nhân dân tối cao được nghỉ hưu ở tuổi 65.